# Ханстон (Канзас)
Ханстон (енгл. Hanston) град је у америчкој савезној држави Канзас.

## Демографија
По попису из 2010. године број становника је 206, што је 53 (-20,5%) становника мање него 2000. године.
| Група             | 2000.       | 2010.       |
| Белци             | 244 (94,2%) | 181 (87,9%) |
| Афроамериканци    | 1 (0,4%)    | 0 (0,0%)    |
| Азијати           | 0 (0,0%)    | 0 (0,0%)    |
| Хиспаноамериканци | 9 (3,5%)    | 20 (9,7%)   |
| Укупно            | 259         | 206         |